# Ford of Britain
Ford of Britain (selskabsnavn Ford Motor Company Limited) er et britisk helejet datterselskab af Ford Technologies Limited (tidligere kaldet Blue Oval Holdings), der igen er et datterselskab af Ford International Capital LLC, der igen er et datterselskab af Ford Motor Company. Selskabet blev stiftet i 1909 og har i dag hjemsted i Laindon i Essex. Selskabet skiftede i 1960 navn til Ford of Britain.
Selskabet var tidligere en væsentlig europæisk producent af personbiler og varebiler med betydelige markedsandele i Storbritannien og med betydelig eksport til Kontinentaleuropa. I 2010 havde Fords modeller for person- og varebiler været de bedst sælgende i Storbritannien i 34 respektive 45 år i træk.
Ford slog i 1967 sine britiske og tyske aktiviteter sammen under én organisation, Ford of Europe, der udviklede køretøjer for både de britiske og kontinentaleuropæiske markeder, ligesom produktionen fandt sted flere steder i Europa. Hovedkvarteret for Ford of Europe lå oprindelig i Cork i Irland og senere i Dagenham i Storbritannien, men blev i 1999 flyttet til Köln i Tyskland. Fords produktion af biler i Storbritannien blev indstillet i 2013, da den sidste britiske Ford Transit blev fremstillet, og Ford of Britain fremstiller i dag alene dieselmotorer (i Dagenham) og gearkasser (i Halewood). Udover produktion af motorer og gearkasser driver Ford of Britain også en stor udviklingsafdeling i Dunton i Essex og er salgsselskab for Fords modeller i Storbritannien.

## Historie

### Etablering af de første samlefabrikker
De første Ford-biler, tre Model A'er, blev importeret til Storbritannien i 1903, og den første Ford-forhandler åbnede i Southampton i november 1910. I 1909 blev Ford Motor Company (England) Limited grundlagt og etablerede hovedkontor i London.
I 1911 skiftede Fords selskab navn til Henry Ford & Son, Ltd. Samme år åbnede Ford en samlefabrik til fremstilling af Ford T i det nye industrikvarter Trafford Park i Manchester. Det var den først Ford samlefabrik uden for Nordamerika. I 1913 blev fremstillet 6.000 biler, og Ford T blev den bedst sælgende bil i Storbritannien. I 1914 fik fabrikken etableret samlebåndsproduktion, og fabrikken fremstillede nu 21 biler i timen. Efter 1. verdenskrig blev Trafford Park udbygget, og i 1919 var 41% af alle biler indregistreret i Storbritannien en Ford.
I 1917 åbnede Ford en samlefabrik i Cork i Irland (dengang en del af Storbritannien) til fremstilling af traktorer. Fra 1921 blev der også bygget personbiler på fabrikken.
I 1920'erne var vejtransport problematisk med små og dårlige veje, små lastbiler og logistikproblemer, hvorfor vandtransport var en væsentlig faktor. Fabrikkerne behøvede tilførsel af store mængder stål, komponenter og kul. Fabrikken i Trafford Park havde adgang til skibstransport via Manchester Ship Canal, men Ford ønskede adgang til en havn med større dybde og købte i 1923/24 et stykke land ved Themsen i Dagenham, øst for London med henblik på at bygge en ny fabrik der.

### Stiftelse af Ford Motor Company Limited
I december 1928 annoncerede Ford (der siden 1924 havde været fuldt ejet af Henry Ford, hans kone og deres søn Edsel) i London, at Ford havde dannet et nyt selskab, Ford Motor Company Limited, sammen med tre direktører fra Ford, (Henry Ford, Edsel Ford, Charles E. Sorensen) og fire britiske direktører (Sir Percival Perry, Roland Kitson, Sir John T. Davies og Lord Illingworth), med en aktiekapital på 7 millioner pund. Det nye selskab overtog alle Fords aktiviteter i Europa og Mellemøsten mod 60 % af det nye Ford-selskabs kapital. De resterende 40% af kapitalen i det nye Ford Motor Company Limited, 2,8 millioner aktier à £1 hver, blev udbudt til salg på børsen. Der var en betydelig interesse for at erhverve de nye aktier, særlig i USA, da amerikanske investorer ikke tidligere havde haft mulighed for at investere i en Henry Ford-virksomhed.
Den nye formand, Sir Percival Perry, havde spillet en væsentlig rolle for udviklingen af Ford i Europa. Perry havde sinde 1903 importeret Ford til Storbritannien og var i 1905 blevet aktionær i Fords første britiske agentur. Perry havde mødtes første gang med Henry Ford i 1906 i Detroit. Perry havde en vision om, at Ford skulle fremstille køretøjer uden for USA og sælge dem over hele det britiske imperium og i Europa. Han kørte racerløb med firmaets biler, oprettede en kæde af eneforhandlere og var leder af samlefabrikken i Trafford Park. I 1919 havde Henry Ford valgt at drive virksomheden fra Detroit, men Perry var fast besluttet på selv at stå for hele Fords europæiske forretning. Perry gik af i maj 1919. Da Henry Ford var utilfreds med sine amerikanske ledere, gav han formandsposten i den nye europæiske selskab Ford Motor Company Limited til Perry i 1928.
På selskabets første generalforsamling i London den 6. marts 1929 aflagde Perry beretning:, "i løbet af de første tre måneder af vores første år har vi og vores associerede virksomheder i Europa leveret op mod 50.000 Model 'A' køretøjer i hænderne på tilfredse ejere. Den forbedrede Fordson traktor er endnu ikke i produktion, men det er håbet at levere de første traktorer fuldstændigt fremstillet på vores Cork-værker inden for den næste måned."

### Åbning af Dagenham - Europas største bilfabrik
Byggeriet af den nye fabrik i Dagenham begyndte i 1929, og i oktober 1931 åbnede fabrikken som den største bilfabrik i Europa. Fabrikken producerede lastbilen Ford AA og personbilen Ford A. Åbningen af fabrikken skete på et uheldigt tidspunkt. Depressionen havde ramt Storbritannien, og Fords model A var for dyr for forbrugerne, og der blev alene solgt fem biler de tre første måneder. Der var behov for en mindre bil, som bilkøberne havde råd til. Den nye bil var klar i 1932: En 933 cc Ford Y, der passede langt bedre til markedet og de nye økonomiske realiteter. Ford Y var den første Ford udviklet til salg uden for Nordamerika. Mellem 1932 og 1937 blev der solgt mere end 157.000 model Y fremstillet på Dagenham og i Cork, og bilen nåede på sit højdepunkt 41% markedsandel i sin klasse.

### 2. verdenskrig
Som andre britiske motorproducenter omlagde det britiske Ford under 2. verdenskrig sin produktion fra civile køretøjer til produktion af materiel til militært brug. Fabrikken i Dagenham fremstillede 360.000 militærkøretøjer og en ny fabrik i Trafford Park i Manchester fremstillede 34.000 Rolls-Royce Merlin-motorer.
Efter 2. verdenskrig blev den civile produktion genoptaget. Allerede i 1946 fremstillede fabrikken i Dagenham 115.000 biler, og der blev åbnet nye fabrikker i Walthamstow i Essex og i Langley ved Slough i Buckinghamshire (senere Berkshire). Bil nr. 1 million forlod samlebåndet på fabrikken i Dagenham den 27. august 1946, en Ford Prefect.
De første modeller umiddelbart efter krigens afslutning var produktion af ældre modeller konstrueret i 1930'erne som Ford Anglia, Ford Prefect og Ford V8 Pilot, men i slutningen af 1940'erne og begyndelsen af 1950'erne blev introduceret nye modeller konstrueret efter krigsafslutningen, som en ny Anglia og Ford Consul.

### Amerikanske Ford i Dearborn, Michigan køber Ford of Britain tilbage
Henry Ford trådte tilbage i 1945 til fordel for barnebarnet Henry Ford II, og briten Sir Percival Perry, der havde været en væsentlig del af britisk Ford trak sig tilbage i 1948. I 1950 blev Fords kontrollerende ejerandele i de europæiske virksomheder overdraget til det amerikanske moderselskab i Dearborn i Michigan. I 1953 købte Ford virksomheden Briggs Motor Bodies, der fremstillede karrosserier og opnåede således bedre kontrol med forsyningskæden, ligesom Ford derved overtog fabrikker i Doncaster, Southampton, Croydon og Romford. I 1953 beskæftigede Ford of Britain 40.000 personer og indirekte gennem underleverandører yderligere flere tusinder.
Ford Motor Company Limited forblev indtil 1960 et børsnoteret selskab med aktier noteret på de britiske børser. Ford Motor Company i Dearborn ejede 54% af aktierne, de øvrige 46% var fordelt på med mere end 10.000 aktionærer. I dette år tilbød Ford Motor Company i USA at købe de andre aktionærer ud. Tilbuddet blev accepteret, og Ford købte de sidste aktionærer ud af Ford Motor Company Limited i januar 1961, hvorefter det britiske selskab blev afnoteret og herefter var et helejet datterselskab af Ford Motor Company i USA. Ford of Britain, egentlig Ford Motor Company Limited, blev derefter et helejet Ford-datterselskab.

### Nye fabrikker
Ford åbnede i 1962 en ny fabrik i Halewood ved Liverpool, hvor der skulle produceres den nye Anglia (105E). Fabrikken i Halewood fremstillede efterfølgende Ford Escort og fra 2001 Jaguar X-Type og senere Land Rover Freelander. Fabrikken i Halewood blev sogt af Ford i 2008, da Ford solgte Jaguar og Land Rover til Tata Motors i 2008.
I 1964 blev åbnet en ny fabrik i Basildon, hvor der skulle fremstilles traktorer og i 1965 en fabrik i Crymlyn Burrows ved Swansea i Wales, hvor der blev fremstillet chassisser og aksler.
Fabrikken i Cork i Irland fejrede sit 50-års jubilæum i 1967. Samme år blev vedtaget en plan for at renovere og udvide fabrikken til at blive den største og mest moderne fabrik i Irland. Samtidig blev besluttet at sammenlægge Fords europæiske aktiviteter i én enhed, Ford of Europe, der fik sit hovedsæde i Cork. Fabrikken i Cork fremstillede fra 1967 Escort og Cortina. De to mærker havde på det tidspunkt tilsammen 75% af markedet for personbiler i Irland og eksporterede årligt omkring 4.000 biler (primært Escort) til Storbritannien. Fabrikken i Cork lukkede i 1984.

## Ford of Britain varebiler og lastbiler
Udover personbiler producerede Ford en række erhvervskøretøjer, den første Model TT i 1917. Fra 1933 blev erhvervskøretøjerne solgt under mærket Fordson og fra 1939 under mærket Fordson Thames og fra 1957 blot som Thames. Fra 1965 opgav Ford Thames-mærket og solgte erhvervskøretøjerne under Ford-mærket.
Fords varebiler var populære i Storbritannien, og Ford opnåede en stor markedsandel også på det marked. Da Ford skulle finde en afløser til den populære varebil Ford Thames 400 besluttede Ford at lade det britiske og det tyske Ford (Taunus) udvikle en ny varebil i fællesskab. Den nye varevogn var det første fælles britisk-tysk udviklede Ford-køretøj, og blev i 1965 sendt på markedet som Ford Transit. Ford Transit blev fremstillet i Langley og senere i Southamtom og flere andre steder i Europa.
Efter lukningen af Trafford Park-fabrikken blev de fleste af de større vare- og lastbiler fremstillet i Langley. Lastbilaktiviteterne blev i 1986 solgt til italienske Iveco og blev til Iveco Ford (48 % ejet af Ford). Fabrikken i Langley lukkede i 1997.

## Traktorproduktion
Traktorproduktion var en væsentlig del af Ford of Britains produktion. Ford fremstillede i Nordamerika traktorer under navnet Fordson og med opførelsen af fabrikken i Cork blev også påbegyndt produktion af Fordson traktorer i Storbritannien.
I 1938 indgik Henry Ford og Harry Ferguson en "gentleman aftale" om, at Ford kunne fremstille traktorer designet af Ferguson (Ford N-serie) ved brug af "Ferguson Systemet". Produktionen begyndte i USA i juni 1939 og den nye traktor blev en stor succes. Det lykkedes dog ikke Henry Ford at overtale det britiske Ford til at fremstille Ford-Ferguson, traktoren, på trods af, at det britiske Ford importerede den amerikanske Ford-Ferguson traktor. Samarbejdet mellem Ford og Ferguson ophørte i 1945, og Ferguson etablerede britisk produktion i samarbejde med Standard Motor Company. Harry Ferguson sagsøgte Ford i USA for krænkelse af Fergusons patenter og krævede erstatning på 90 millioner pund. Retssagen blev løst ved et forlig. i 1952. Ophøret af samarbejdet mellem Ford og Ferguson var et bittert opgør, og Ford-direktøren Charles E. Sorensen omtalte Ferguson så negativt i sin selvbiografi, at bogen måtte trækkes tilbage fra boghandlerne og Sorensen måtte give en offentlig undskyldning.

## Ford of Europe
Ford Motor Company besluttede i 1967 af samle sine europæiske aktiviteter under én samlet organisation, Ford of Europe. Ved sammenlægningen havde Ford udviklingsaktiviteter i England og Tyskland og en række fabrikker i andre europæiske lande. Ford havde forinden sammenlægningen haft succes med at udvikle en fælles britisk/tysk varevogn, Ford Transit, og Ford ønskede at opnå tilsvarende fordele i sit øvrige modelprogram. I de første år efter sammenlægningen fortsatte det britiske og tyske Ford at markedsføre deres respektive modeller, men ved sammenlægningen påbegyndte Ford udviklingen af en fælles britisk/tysk bil til afløsning af den britiske Cortina og den tyske Ford Taunus (P7). Den nye bil blev introduceret i 1970 som Ford TC (Taunus Cortina) som den første fælleseuropæiske bil fra Ford (dog fortsat med forskellige lokale varianter). Samme år blev den britiske Ford Escort begyndt produceret også i Tyskland.
Produktionen af personbiler blev op igennem 1970'erne og frem løbende flyttet fra Storbritannien til fabrikkerne i Kontinentaleuropa, og i 2002 ophørte produktionen af Fords personbiler i Storbritannien. Ford fremstillede fortsat Ford Transit i Storbritannien indtil 2013, hvor Ford ophørte produktionen i Storbritannien; Transit er herefter alene fremstillet i Ford Otosan i Tyrkiet. Ford fremstiller fortsat motorer og gearkasser i Storbritannien pr. 2023.

## Modeller

### Personbiler
- Ford Model T (1913–1927)
- Ford Model A (1928–1931)
- Ford Model B (1932–1935)
- Ford Model Y (1932–1937)
- Ford 7Y (1937–1939)
- Ford V8 (1932–1939)
- Ford Model C Ten (1935–1937)
- Ford 7W (1937–1938)
- Ford Anglia (1939–1967)
- Ford Prefect (1939–1961)
- Ford V8 Pilot (1947–1951)
- Ford Consul (1950–1962)
- Ford Zephyr/Zodiac (1951–1972)
- Ford Popular (1953–1962)
- Ford Escort/Squire (1955–1961)
- Ford Consul Classic (1961–1963)
- Ford Consul Capri (1961–1964)
- Ford Cortina (1962–1982)
- Ford Corsair (1963–1970)
- Ford Escort (1968–2000)
- Ford Capri (1969–1986)
- Ford Granada (1972–1994)
- Ford Fiesta (1976–2023)
- Ford Sierra (1982–1993)
- Ford Orion (1983–1993)

### Lastbiler, varebiler og traktorer
- Fordson tractor (1917–1964)
- Ford Model TT 1 ton (1917–1927)
- Ford Model AA 30cwt (1928–1932)
- Ford Model BB (1932–1934)
- Ford Model Y 5 cwt (1932–1937)
- Thames/Fordson E83W 10cwt van and pick-up (1938–1957)
- Fordson War Office Truck (WOT)
  - WOT 6 - 4x4 3-ton truck (1942 - 1945)
  - WOT 8 - 4x4 15 cwt truck (1941 - 1942
- Fordson E04C 5 cwt (1945–1948)
- Fordson E494C 5 cwt (1948–1954)
- Thames/Fordson 300E 5 cwt (1954)
- Thames 400E 10,12,15 cwt
- Thames 300E 5 & 7 cwt (1954–1961)
- Thames 307E 5 & 7 cwt (1961–1967)
- Thames Trader 30 cwt, 2, 3, 4, 5 and 7-ton (1957–1962)
- Thames Trader MkII (1962–1965)
- Ford H (1962–)
- Ford K (Trader rename) (1965–)
- Ford Transit (1965–present)
- Ford A series (1973–1983)
- Ford D series
- Ford D800
- Ford D1000 (1967–)
- Ford R series
- Ford Transcontinental (1975–1983)
- Ford Cargo (1981–1993)

### Superbiler
- Ford GT40 (1966–1968)
- Ford GT70 (1970–1973)